# Frans Francken (1607–1667)

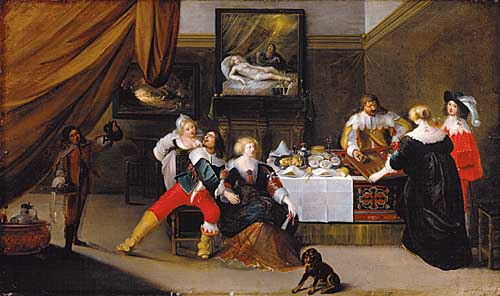
Konversationsstycke.

Frans Francken III, född 1607 i Antwerpen, död där 1667, var en flamländsk konstnär. Han var son till Frans Francken (1581–1642).
Francken kallades ofta i äldre litteratur för "Rubenske Frans", för de starka inflytandet från Peter Paul Rubens i hans konst. För övrigt var han en efterföljare av sin far i sin stil, med en förkärlek för småfiguriga målningar.